# Lönetransparensdirektivet
Lönetransparensdirektivet, eller direktiv (EU) 2023/970, är ett europeiskt direktiv som reglerar minimikrav för att stärka tillämpningen av likalöneprincipen inom Europeiska unionen. Direktivet utgör en del av unionens socialpolitik och dess skydd mot diskriminering på grund av kön. Det utfärdades av Europaparlamentet och Europeiska unionens råd den 10 maj 2023, trädde i kraft den 6 juni 2023 och ska vara införlivat i medlemsstaternas nationella lagar och andra författningar senast den 7 juni 2026.
Lönetransparensdirektivet fastställer en rad bestämmelser gällande insyn i lönesättningen i syfte att motverka diskriminering mellan män och kvinnor. Direktivet innehåller även bestämmelser om arbetstagares tillgång till rättsmedel och rätten till kompensation vid överträdelser av en rättighet eller skyldighet enligt likalöneprincipen. Direktivet är tillämpligt på arbetsgivare i både offentlig och privat sektor.
Lönetransparensdirektivet är bindande för alla Europeiska unionens medlemsstater. Därutöver är det även bindande för Island, Liechtenstein och Norge genom EES-avtalet; i detta sammanhang är dessa länder och deras medborgare därför likvärdiga med unionens medlemsstater respektive unionsmedborgare.